# Selb

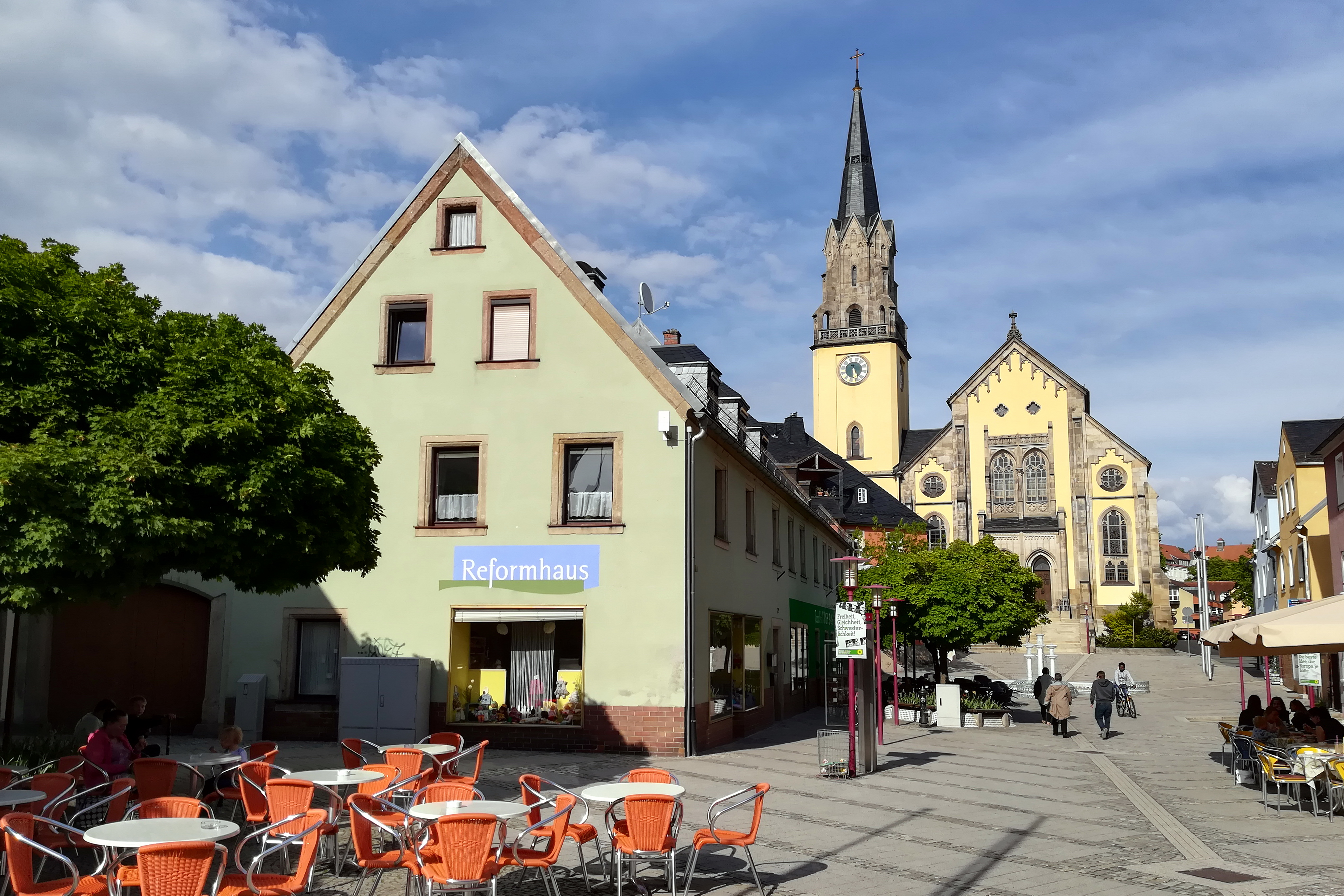
Selb, Martin-Luther-Platz

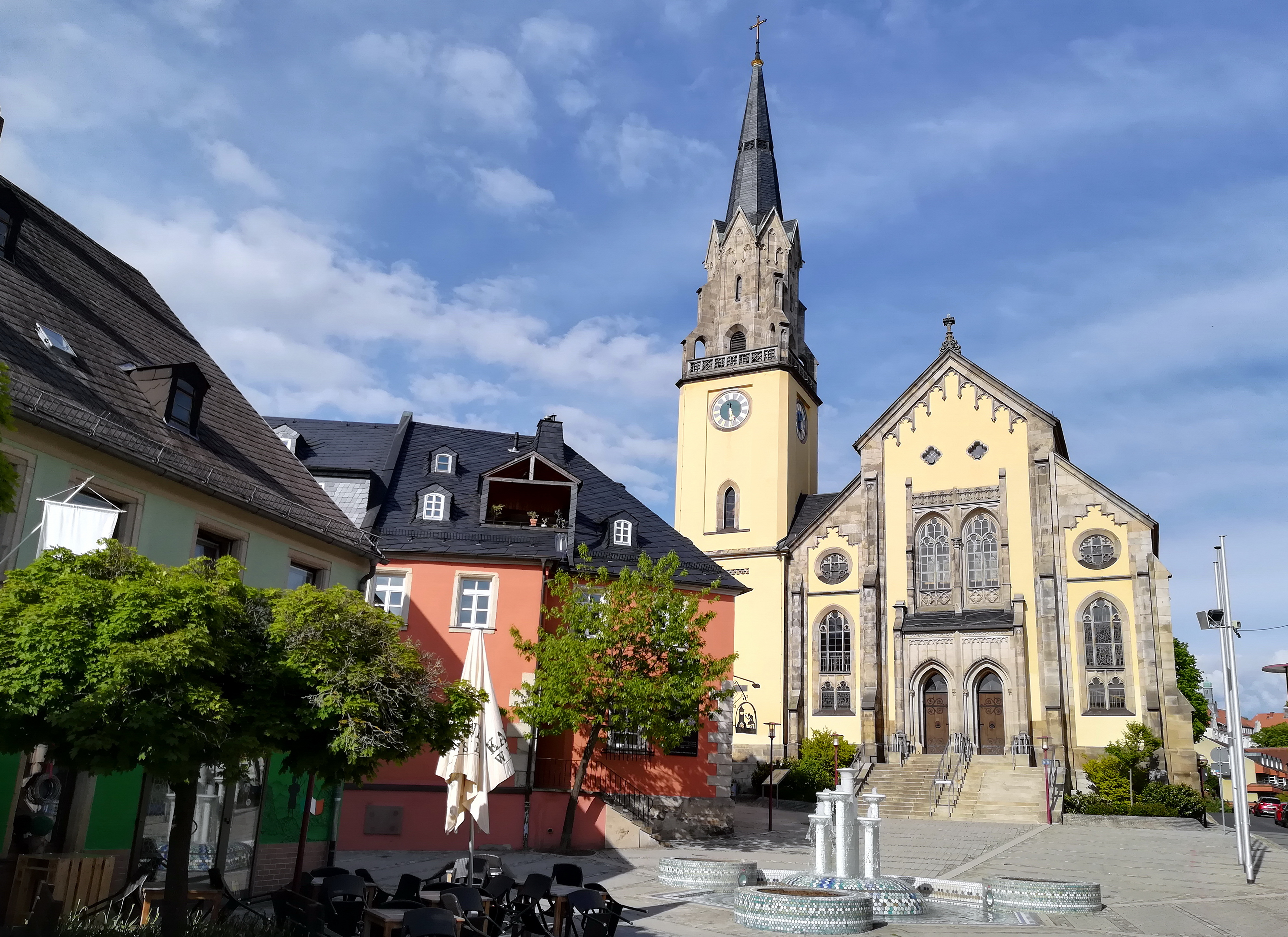
Stadtkirche St. Andreas

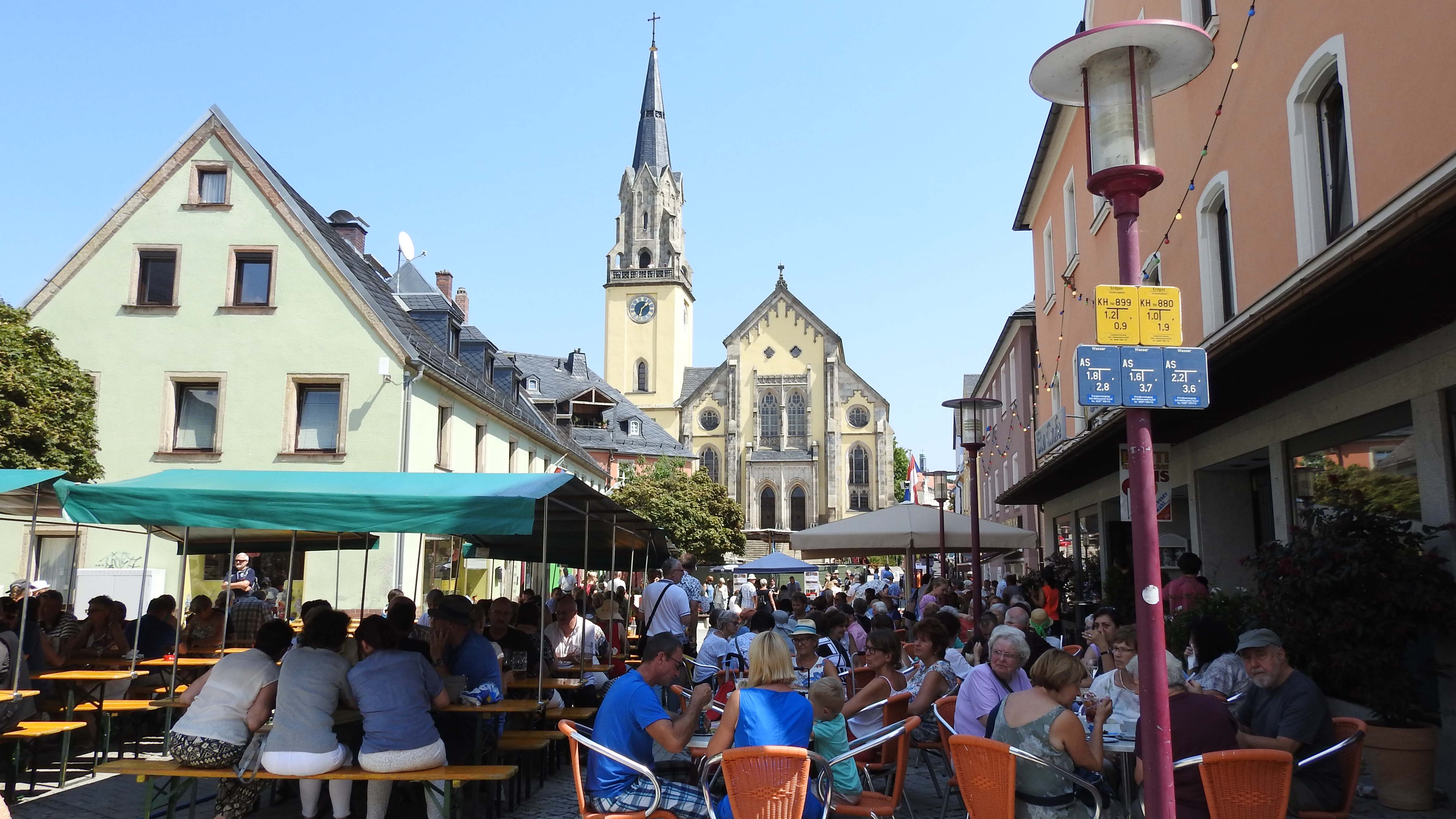
Porzellanmarkt auf dem Selber Marktplatz

Selb (ⓘ) ist eine Große Kreisstadt und Hochschulstadt im Landkreis Wunsiedel im Fichtelgebirge (Regierungsbezirk Oberfranken in Bayern) und liegt direkt an der tschechischen Grenze. Sie gehört der grenzüberschreitenden Mikroregion Freunde im Herzen Europas an. Überregional ist Selb als Porzellanstadt bekannt und liegt an der Bayerischen Porzellanstraße. Im Landesentwicklungsprogramm Bayern ist Selb zusammen mit der tschechischen Nachbarstadt Aš als Oberzentrum ausgewiesen. Seit 2021 ist Selb mit der Außenstelle der Hochschule Hof auch Hochschulstandort.

## Geografie

### Geografische Lage
Die Stadt liegt im Nordosten Bayerns relativ nahe an Sachsen (ca. 20 km entfernt) und Thüringen (ca. 30 km entfernt). Selb befindet sich im oberen Eingangsbereich des nach Nordosten geöffneten, hufeisenförmigen Fichtelgebirges; nahe Berge sind der Kornberg im Westen, der Wartberg und der Hengstberg im Osten. Durch das Stadtgebiet fließt die Selb. Tschechien grenzt unmittelbar an; ein Grenzübergang zur benachbarten Stadt Aš (Asch) befindet sich nördlich zwischen den Gemeindeteilen Lauterbach und Wildenau.

### Nachbargemeinden
| Schönwald                | Rehau                                       | Aš, (Tschechien)      |
| Martinlamitzer Forst-Süd | Kompassrose, die auf Nachbargemeinden zeigt | Hazlov, (Tschechien)  |
| Marktleuthen             | Kaiserhammer Forst-Ost Thierstein           | Hohenberg an der Eger |

### Gemeindegliederung
Es gibt 45 Gemeindeteile (in Klammern ist der Siedlungstyp angegeben):
- Bärenhaus (Einöde)
- Blumenthal (Einöde)
- Buchwald (Dorf)
- Dürrewiesen (Dorf)
- Dürrloh (Weiler)
- Erbhaus (Einöde)
- Erkersreuth (Pfarrdorf)
- Fußhaus (Einöde)
- Hafendeck (Einöde)
- Hammergut (Dorf)
- Häusellohe (Einöde)
- Heidelheim (Dorf)
- Heuloh (Einöde)
- Holzhäuser (Weiler)
- Längenau (Dorf)
- Laubbühl (Weiler)
- Lauterbach (Dorf)
- Leupoldshammer (Einöde)
- Linden (Weiler)
- Ludwigsmühle (Weiler)
- Mittelweißenbach (Kirchdorf)
- Mühlbach (Dorf)
- Neuenbrand (Weiler)
- Neuhof (Einöde)
- Obersteinmühle (Einöde)
- Oberweißenbach (Dorf)
- Papiermühle (Weiler)
- Plößberg i.OFr. (Dorf)
- Prexhäuser (Einöde)
- Reuth
- Rohrlohmühle (Einöde)
- Schatzbach (Weiler)
- Selb (Hauptort)
- Selb-Plößberg (Kirchdorf)
- Selber Vorwerk (Stadtteil)
- Silberbach (Dorf)
- Sommermühle (Weiler)
- Spielberg (Kirchdorf)
- Steinselb (Dorf)
- Stopfersfurth (Dorf)
- Untersteinmühle (Einöde)
- Unterweißenbach (Dorf)
- Vielitz (Dorf)
- Wellerthal (Einöde)
- Wildenau (Dorf)

Im Norden von Selb liegen Vielitz, Grünfleck, Vielitz-Siedlung, Selb-Plößberg und Plößberg, Erkersreuth und Lauterbach. Westwärts befinden sich Ober-, Mittel- und Unterweißenbach, etwas weiter davon Steinselb, Spielberg und Heidelheim. Östlich von Selb sind Wildenau, Schatzbach, Mühlbach, Längenau und Buchwald gelegen. In südlicher Richtung befindet sich Silberbach.

### Nachbarorte
Nordöstlich grenzt Schönwald direkt an Selb. Etwas mehr als 10 km in südwestlicher Richtung befinden sich Kirchenlamitz und Marktleuthen; im Süden sind Höchstädt im Fichtelgebirge und Thiersheim und im Südosten Hohenberg an der Eger benachbart. Hinter der Staatsgrenze nach Tschechien liegen Hazlov (im Osten) und Aš (im Nordosten).

## Geschichte

### Bis zum 19. Jahrhundert
Die Kolonisation im 12. Jahrhundert brachte Siedler aus dem bayerischen Raum in die Region um Selb. Ein Adelsgeschlecht, das sich „de Selewen“ nannte, ist seit 1135 nachgewiesen. 1281 wurde Selb erstmals urkundlich erwähnt, als es von Kaiser Friedrich II. zusammen mit dem benachbarten Aš (Asch) im heutigen Tschechien an den Feldhauptmann Vogt Heinrich von Plauen verpfändet wurde und der römisch-deutsche König Rudolf von Habsburg darüber eine Urkunde ausstellen ließ. 1357 wurde Selb als Reichslehen an das Geschlecht der Forster übertragen, weil von dort aus der Egerer Reichsforst verwaltet wurde. 1412 wurde Selb an die Burggrafen von Nürnberg verkauft. Diese schufen 1437 das Sechsämterland, so genannt, weil die Verwaltungsaufgaben dezentral auf sechs Amtsstädte verteilt waren. Eines dieser sechs Ämter war Selb. 1426 verlieh Markgraf Friedrich I. von Bayreuth-Brandenburg der Stadt ein erstes Stadtrecht (das sogenannte Wunsiedler Stadtrecht). Selb blieb Zentrum des markgräflichen Forstes und bevorzugtes Jagdrevier der Bayreuther Fürsten. Die Hirschgeweihe im Stadtwappen erinnern an die jagdgeschichtliche Bedeutung der Stadt. In Selb existierte im 16. Jahrhundert ein mittelalterliches Leprosorium „vor dem Erkersreuther Tor“, es wurde als „Siechhaus“ bezeichnet.

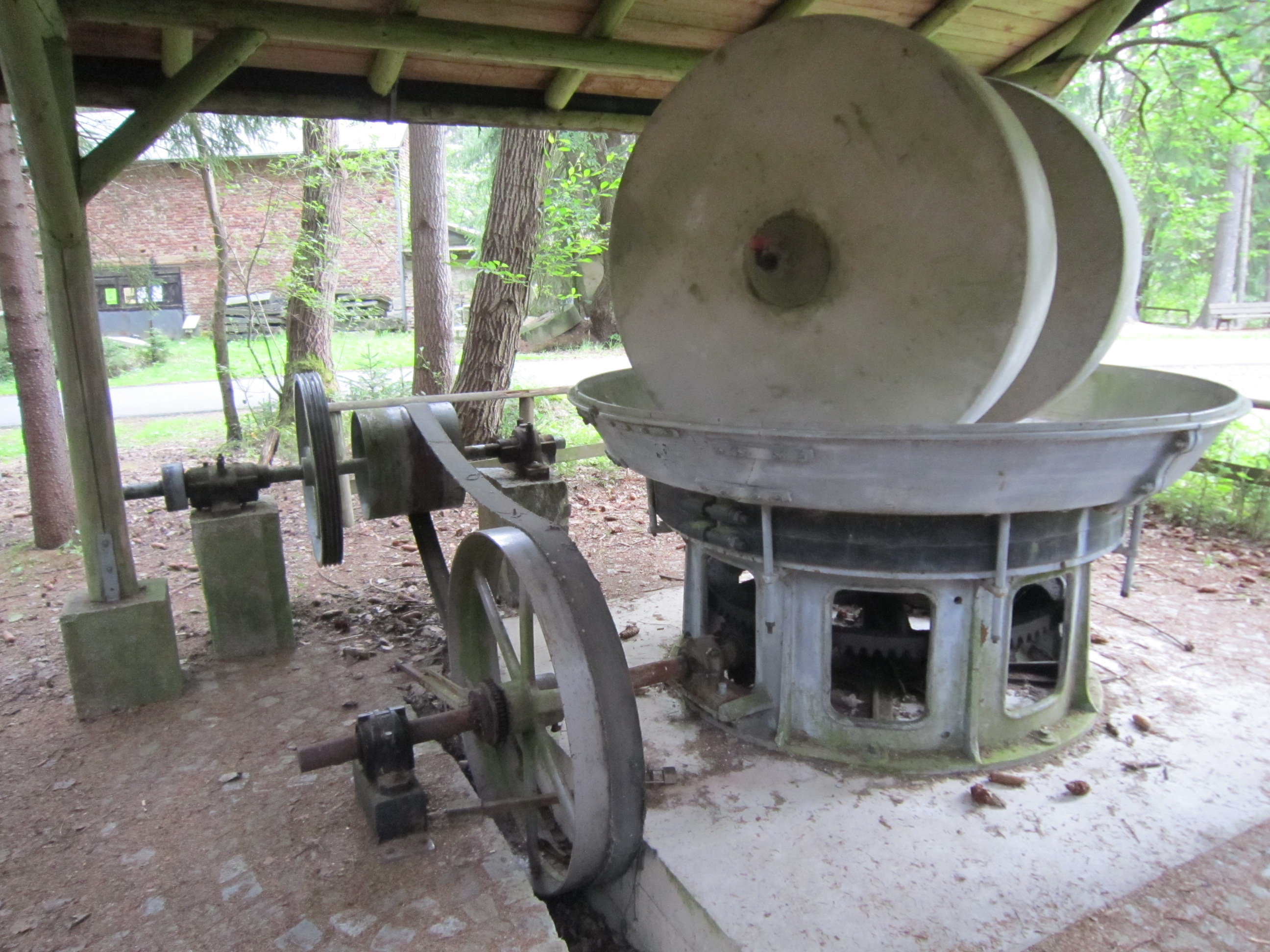
Schausteinbruch auf der Häusellohe

Nach mehreren Besitzerwechseln und kriegerischen Zerstörungen in den darauffolgenden Jahrhunderten erlangte Selb bis weit ins 18. Jahrhundert Bedeutung als Bergbaustandort in Verbindung mit Hammer- und Eisenschmelzwerken. Die bedeutendsten Hammerwerke (Wenden-, Kaiser-, Schwarzen- und Hendelhammer) nutzten die Wasserkraft der Eger. Bergbau wurde im Steinbruch auf der Häusellohe (heutiger Schausteinbruch) betrieben. Das dortige sehr feinkörnige Granitvorkommen, das keine Eisenbeimengungen enthält, wurde in der zweiten Hälfte des 19. Jahrhunderts vor allem zur Herstellung von technischen Walzen für die Porzellanindustrie und von Mühlsteinen genutzt.
Selb war im 18. Jahrhundert eine Handwerkerstadt mit etwa 1500 Einwohnern und mit Zünften der Schreiner, Zimmerleute, Gerber, Müller, Schuster und Weber. 1709 errichtete der Papiermacher Johann Georg Jäger eine Papiermühle. Sie war der erste Industriebetrieb der Stadt, der bis in die 1970er Jahre Bedeutung für die Druckindustrie hatte.
Nach dem Friedensschluss von Wien 1809 wurde Selb am 30. Juni 1810 bayerisch. Am 17. Juni 1836 wurde es zur Stadt erhoben. Durch die Unachtsamkeit einer Magd gerieten am 18. März 1856 die Gebäude bei der alten Apotheke in Brand. Das sich schnell ausbreitende Feuer, bekannt als „Selber Brand“ zerstörte die Stadt und damit auch den mittelalterlichen Stadtkern. Nur wenige Gebäude überstanden den Feuersturm unversehrt, darunter die Gottesackerkirche zur Heiligen Dreifaltigkeit von 1612 und die sogenannte Pechhütte von etwa 1583, ein kleiner profaner Fachwerkbau, in dem das Pechsiederhandwerk ausgeführt wurde; diese beiden Gebäude befanden sich außerhalb des Stadtkerns. Insgesamt wurden 221 Häuser und 408 Nebengebäude in Schutt und Asche gelegt, 624 Familien (über 3500 Personen) wurden obdachlos.

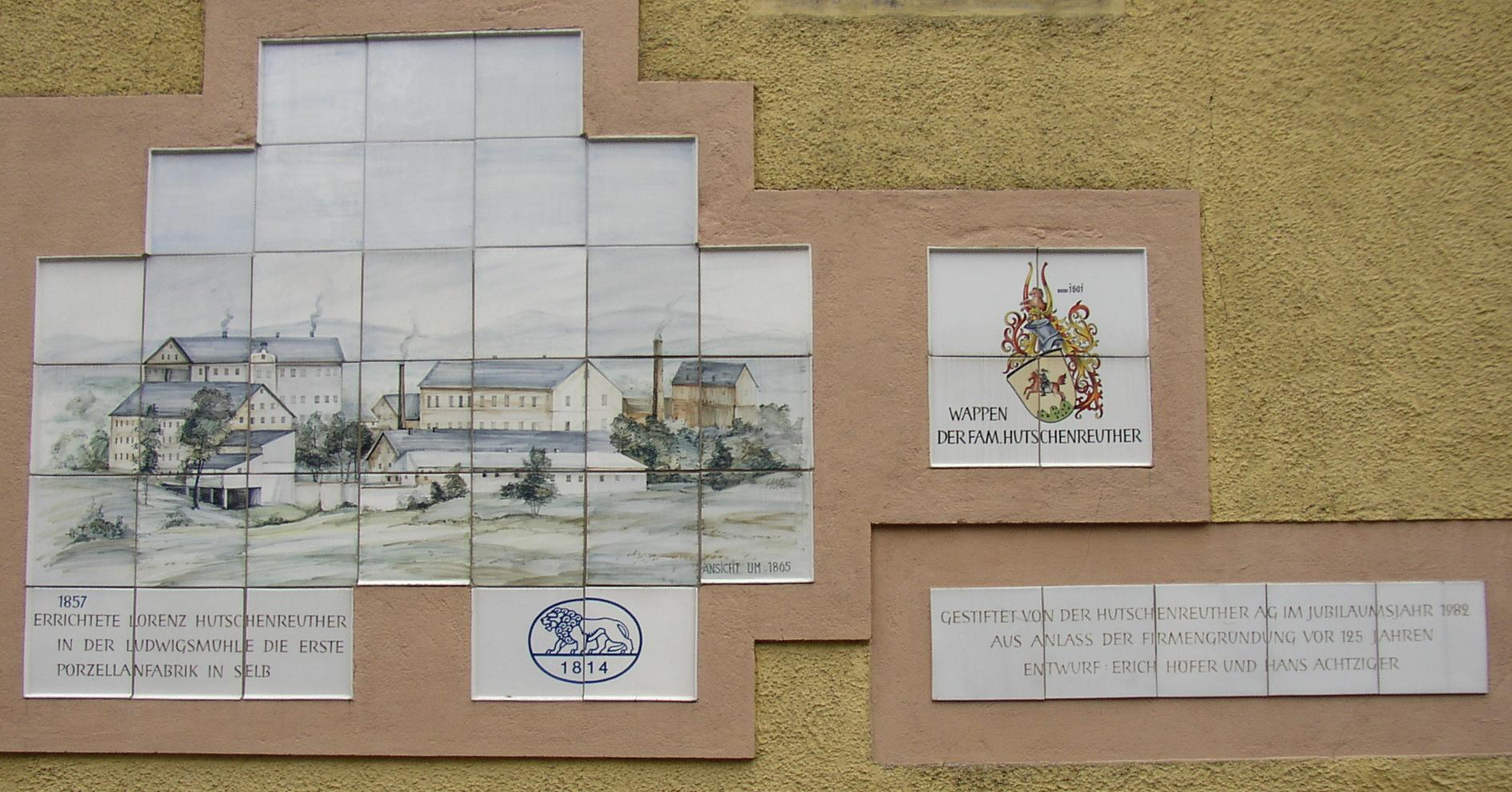
Hutschenreuther-Werk in der Stadtgeschichte auf Porzellan am Welzel-Haus

Um 1857 entwickelte sich Selb zur Porzellanstadt. Die durch den Selber Brand arbeitslos gewordenen Weber fanden teilweise wieder Arbeit, als Lorenz Hutschenreuther 1857 die erste Porzellanfabrik auf der Ludwigsmühle errichtete. Seine Pioniertat bestand darin, dass er die industrielle Serienfertigung von Porzellan ermöglichte. Das „weiße Gold“ wurde für Normalbürger erschwinglich.

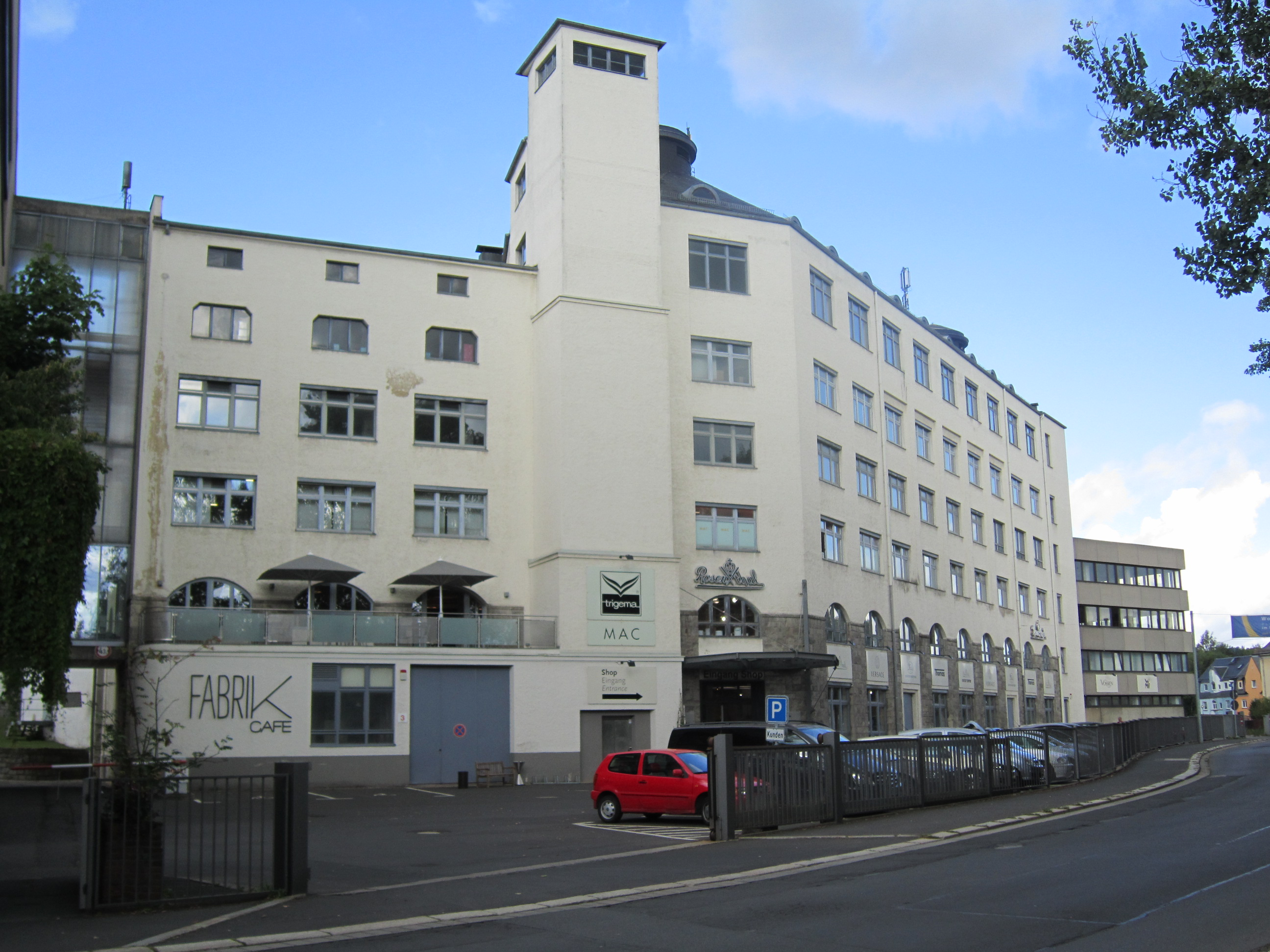
Rosenthal-Manufakturgebäude (heute Outlet Center)

Der Anschluss 1864 an die Bahnstrecke Hof–Eger begünstigte die einsetzende rasante Industrieentwicklung in Selb. Es gründeten sich die Porzellanfabriken Jakob Zeidler & Co., J. Rieber, Rosenthal, Krautheim, Müller, Heinrich & Co., Jäger & Werner, Gräf & Krippner, Krautheim & Adelberg, Zeidler & Purucker, Gebr. Hofmann und die Oberfränkische Porzellanfabrik. 1900 hatte Selb bereits 7200 Einwohner. Es gab 20 Porzellanfabriken mit zusammen 100 Rundöfen.

### 20. Jahrhundert
Am 1. Juli 1919 wurde Selb aus dem Landkreis Rehau ausgegliedert und zur kreisfreien Stadt erklärt. 1930 war die Stadt auf 14.200 Einwohner angewachsen. Die Zahl der Porzellanfabriken war jedoch im Zuge der Weltwirtschaftskrise und der Inflation der 1920er Jahre gesunken. Die meisten Fabriken waren durch Fusionen auf andere Unternehmen übergegangen. Die übrig gebliebenen entwickelten sich zu Weltmarken. Heute noch sind die weltweit bekannten Marken Rosenthal und Hutschenreuther in Selb ansässig.
Bei der Reichstagswahl von 1933 stimmten im Kreis Rehau 58 % für die NSDAP. In Selb lebten 1932 12 Juden, die sich in der Zeit des Nationalsozialismus Verfolgungen ausgesetzt sahen. Heute erinnern vier Stolpersteine in der Stadt an die ermordeten jüdischen Bürger Rosa und Willi Rosenthal, Isidor Waldmann und Erna Ziegler.
Am Ende des Zweiten Weltkriegs wurde Selb von amerikanischen Truppen eingenommen. 3500 Flüchtlinge aus den deutschen Ostgebieten kamen in die Stadt. Durch die neue Grenzziehung fielen für die Porzellanindustrie die Tschechoslowakei und Sachsen als Märkte und Rohstoffquellen weg.
Im Zuge der Gebietsreform wurde Selb am 1. Juli 1972 als Große Kreisstadt dem Landkreis Wunsiedel zugeordnet.
In den 1990er Jahren erfuhren die Bereiche Tafel- und Luxusgeschirr eine Krise. Die Zahl der Arbeitsplätze in den Porzellanunternehmen ging von 5000 im Jahr 1965 auf weniger als 1000 zurück. Technisierung, Rationalisierung und die Verlagerung der Produktion ins Ausland, um Kosten einzusparen, leiteten in der Stadt und der Region einen einschneidenden Strukturwandel ein.

### 21. Jahrhundert
Im 21. Jahrhundert prägen zahlreiche andere Branchen die Wirtschaftsstruktur in Selb. An diesem Industriestandort haben sich neben der keramischen Industrie vor allem der Maschinen- und Anlagenbau, die Automobilzulieferindustrie und die Kunststoffverarbeitung etabliert.
Auch ist die Ansiedlung von Outlet-Kaufhäusern und dem Bau eines Outlet-Einkaufszentrums zu erwähnen. Viele dieser Geschäfte nutzen als Gebäude alte Fabrik- und Lagerhallen.
Zum Tag der Einheit, am 3. Oktober 1990, wurde bei der Musikschule in Absprache mit Oberbürgermeister Werner Schürer die Einheits-Linde gepflanzt. Daneben steht ein Granitpfahl mit Hinweis auf weltweite demokratische Entwicklungen 1989/90.
2015 pflanzte Oberbürgermeister Ulrich Pötzsch zusammen mit Werner Erhardt das Baumdenkmal für die Deutsche Einheit anlässlich des 25. Jahrestages der deutschen Wiedervereinigung in der Pfaffenleithe.
Seit 2021 ist Selb Hochschulstandort, mit einer Außenstelle der Hochschule Hof.

### Eingemeindungen
Am 1. Januar 1978 wurden die Gemeinden Erkersreuth, Heidelheim, Lauterbach, Längenau, Mühlbach, Oberweißenbach, Selb-Plößberg (bis zum 5. Juli 1953 Plößberg bei Selb), Silberbach, Spielberg und Unterweißenbach sowie Gebietsteile der aufgelösten Gemeinden Lauterbach und Vielitz eingegliedert. Zum 1. August 2013 wurde das gemeindefreie Gebiet Selber Forst vollständig sowie ein Teil des gemeindefreien Gebiets Hohenberger Forst eingemeindet.

### Einwohnerentwicklung
Zwischen 1988 und 2019 sank die Einwohnerzahl von 19.275 auf 14.981 um 4.294 Einwohner.
Die Zahl der Einwohner entwickelte sich wie folgt:
| Datum              | Einwohner |
| ------------------ | --------- |
| 1. Dezember 1840   | 06.141    |
| 1. Dezember 1871   | 07.405    |
| 1. Dezember 1900   | 10.766    |
| 16. Juni 1925      | 17.554    |
| 17. Mai 1939       | 17.637    |
| 13. September 1950 | 24.336    |
| 6. Juni 1961       | 24.532    |
| 27. Mai 1970       | 24.039    |
| 25. Mai 1987       | 19.615    |
| 31. Dezember 1991  | 19.771    |

| Datum              | Einwohner |
| ------------------ | --------- |
| 31. Dezember 1995  | 19.533    |
| 31. Dezember 2001  | 17.870    |
| 30. Juni 2005      | 17.156    |
| 31. Dezember 2010  | 15.894    |
| 9. Mai 2011        | 15.425    |
| 31. Dezember 2015  | 14.928    |
| 8. November 2017   | 16.500    |
| 18. Oktober 2018   | 16.590    |
| 30. September 2019 | 14.981    |
| 8. Januar 2021     | 15.698    |

## Politik

### Stadtrat
Die letzten Kommunalwahlen führten entsprechend der Stimmenanteile (für 2020 siehe Diagramm) zu den folgenden Sitzverteilungen im Stadtrat:

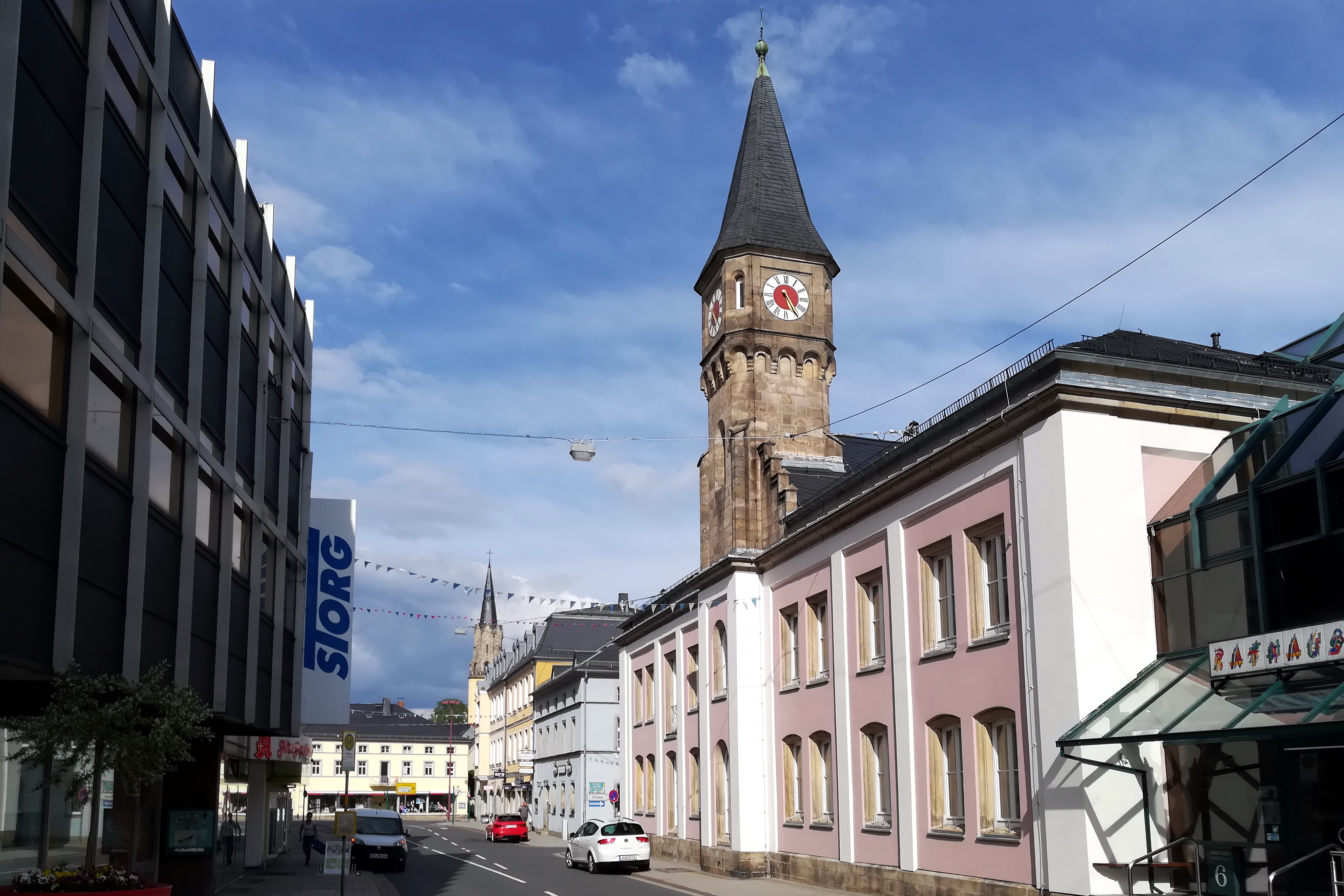
Rathaus von Selb

| Partei / Liste        | 2002 | 2008 | 2014 | 2020 |
| --------------------- | ---- | ---- | ---- | ---- |
| CSU/Freie Wähler Selb | 11   | 12   | 9    | –    |
| Aktive Bürger         | 5    | 6    | 8    | 9    |
| SPD                   | 8    | 6    | 7    | 5    |
| CSU                   | –    | –    | –    | 6    |
| Freie Wähler Selb     | –    | –    | –    | 3    |
| Bündnis 90/Die Grünen | –    | –    | –    | 1    |
| Summe                 | 24   | 24   | 24   | 24   |

### Bürgermeister (seit 1912)
- 1912–1920: Heinrich Marquart
- 1920–1929: Viktor Häublein
- 1930–1934: Kurt Schröter
- 1934–1945: Fritz Eichinger (NSDAP)
- 1945–1948: Hans Feßl
- 1948–1956: Franz Bogner (SPD)
- 1956–1988: Christian Höfer (SPD)
- 1988–2001: Werner Schürer (SPD)
- 2001–2013: Wolfgang Kreil (CSU/Freie Wähler)
- seit 2013: Ulrich Pötzsch (Aktive Bürger)

### Wappen
| | Blasonierung: „Gespalten; vorne geviert von Blau und Silber; hinten geteilt von Blau und Rot, darin je ein silbernes Hirschgeweih.“ |
| Wappenbegründung: Selb kam 1412 an die Burggrafen von Nürnberg, die dem Markt 1426 Stadtrechte verliehen. Aus dem Jahr 1430 sind Abdrucke eines Siegels überliefert, das wohl im Zusammenhang mit der Stadterhebung entstanden ist. Das Bild zeigt vorne die zollerische Vierung von Silber und Schwarz, hinten übereinander zwei Hirschgeweihe. Selb war Zentrum des markgräflichen Forstes und Jagdrevier der Fürsten sowie Sitz eines Amtes im Sechsämterland. In einer farbigen Abbildung von 1581 erscheint die hintere Schildhälfte in Silber, die Hirschgeweihe sind schwarzbraun. Die Teilung der hinteren Schildhälfte taucht erstmals in einer Abbildung von 1767 auf. In einem Magistratsbericht von 1812 zeigt die Zollernvierung die Farben Gold und Silber, die Felder in der hinteren Schildhälfte sind Blau und Rot. Seit 1819 ist die Zollernvierung in den bayerischen Landesfarben Silber und Blau, sie blieb es bis heute. Seit 1819 sind die Geweihe silbern statt golden. Hupp gibt das Wappen in seiner historisch richtigen Tingierung an. | |

### Städtepartnerschaften
Selb unterhält Städtepartnerschaften mit dem französischen Beaucouzé, den tschechischen Orten Pardubice (deutsch Pardubitz) und Aš (deutsch Asch) sowie dem japanischen Mizunami.

## Kultur und Sehenswürdigkeiten

### Theater

#### Rosenthal-Theater
Das Rosenthal-Theater liegt mitten in Selb am Hang des Selbbachtales. Die Spannbreite des Kulturprogramms reicht von Opernwerken, Operetten und Musicals bis hin zu Schauspielaufführungen; außerdem wechseln sich Symphoniekonzerte mit Kammerkonzerten, Jazzkonzerten, Kleinkunstveranstaltungen und Aufführungen örtlicher Bühnenvereine sowie der Gesangs-, Geselligkeits- und Musikvereine ab. Besonderes Augenmerk wird auf das Angebot im Bereich Kinder- und Jugendtheater gerichtet.

### Museen

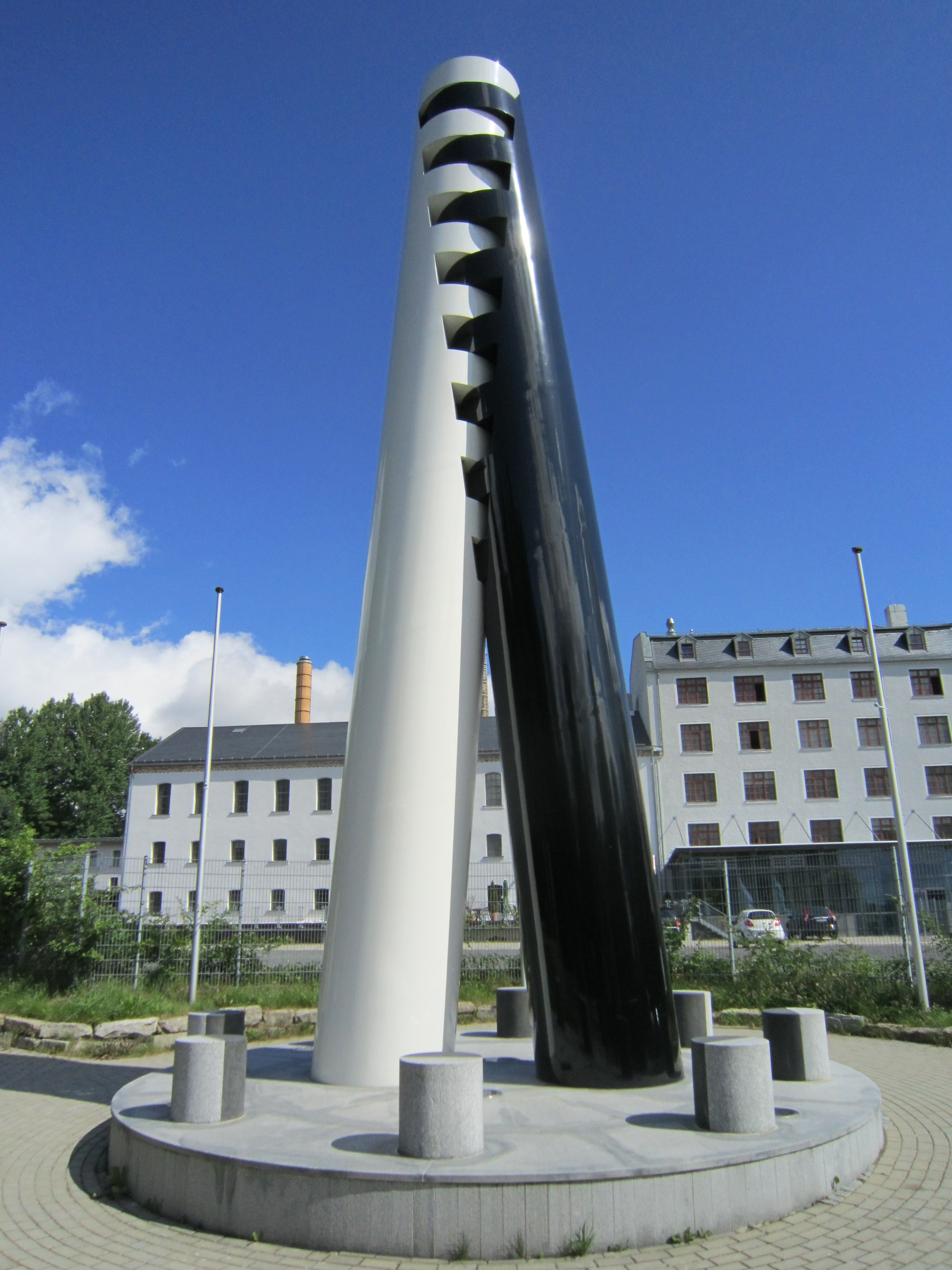
Eingang zum Porzellanikon

#### Porzellanikon Selb
Porzellanikon, ein Ankerpunkt der Europäischen Route der Industriekultur (ERIH), ist die Bezeichnung für einen ganzen Museumskomplex in der historischen Porzellanfabrik Selb-Plößberg. Der Besucher kann sich über die Herstellungsgeschichte von Porzellan in den letzten drei Jahrhunderten informieren, unterstützt durch Vorführungen an den Arbeitsplätzen, durch Videogroßprojektionen und weitere Medien. Fertige Produkte sind im ebenfalls dort befindlichen Rosenthal-Museum zu sehen. 125 Jahre Unternehmensgeschichte werden in Design und Kunst präsentiert. Der Technischen Keramik ist seit 2005 ein eigener Ausstellungsbereich gewidmet. Den Abschluss machte 2014 die neue Präsentation zur Sozialgeschichte der Porzelliner. Der Komplex in Selb-Plößberg ist zusammen mit dem Standort in Hohenberg an der Eger das größte Spezialmuseum für Porzellan in Europa.

#### Historischer Schausteinbruch in der Häuselloh
Alle Einrichtungen und Maschinen sind weitgehend im Originalzustand erhalten und betriebsbereit. Führungen finden normalerweise in den Monaten April bis Oktober statt.

#### Lokschuppen Selb

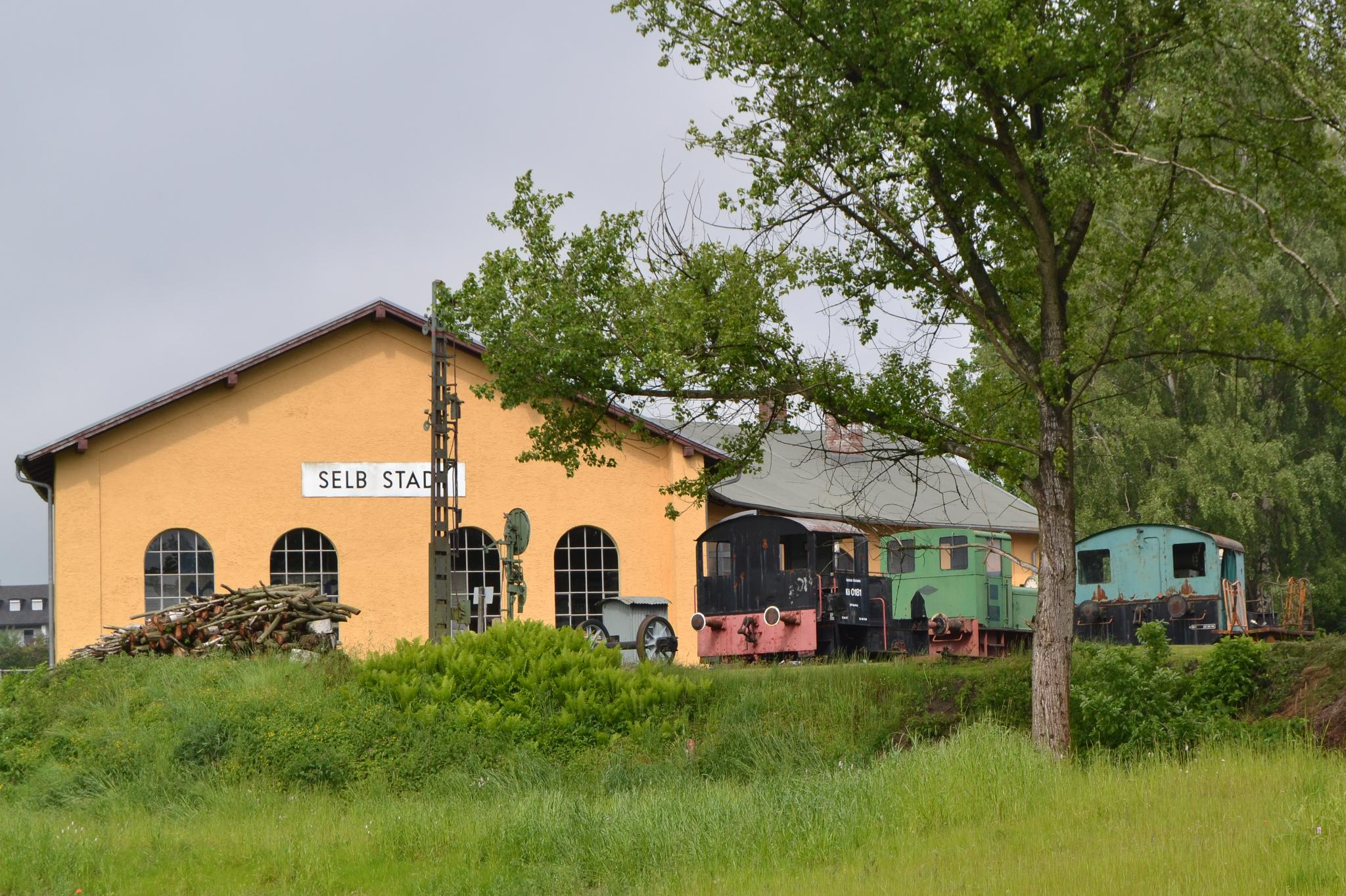
Lokschuppen Selb

Im Lokschuppen des Bahnhof Selb-Stadt unterhält der Modell- und Eisenbahn Club Selb-Rehau viele Originalfahrzeuge. Dazu zählen die Dampflokomotive 64 019, eine elektrische Werkslokomotive, Normalspurdieselloks, Schmalspurdieselloks, Motordraisinen, ein Packwagen, ein Personenwagen und zwölf Güterwagen.

### Bauwerke

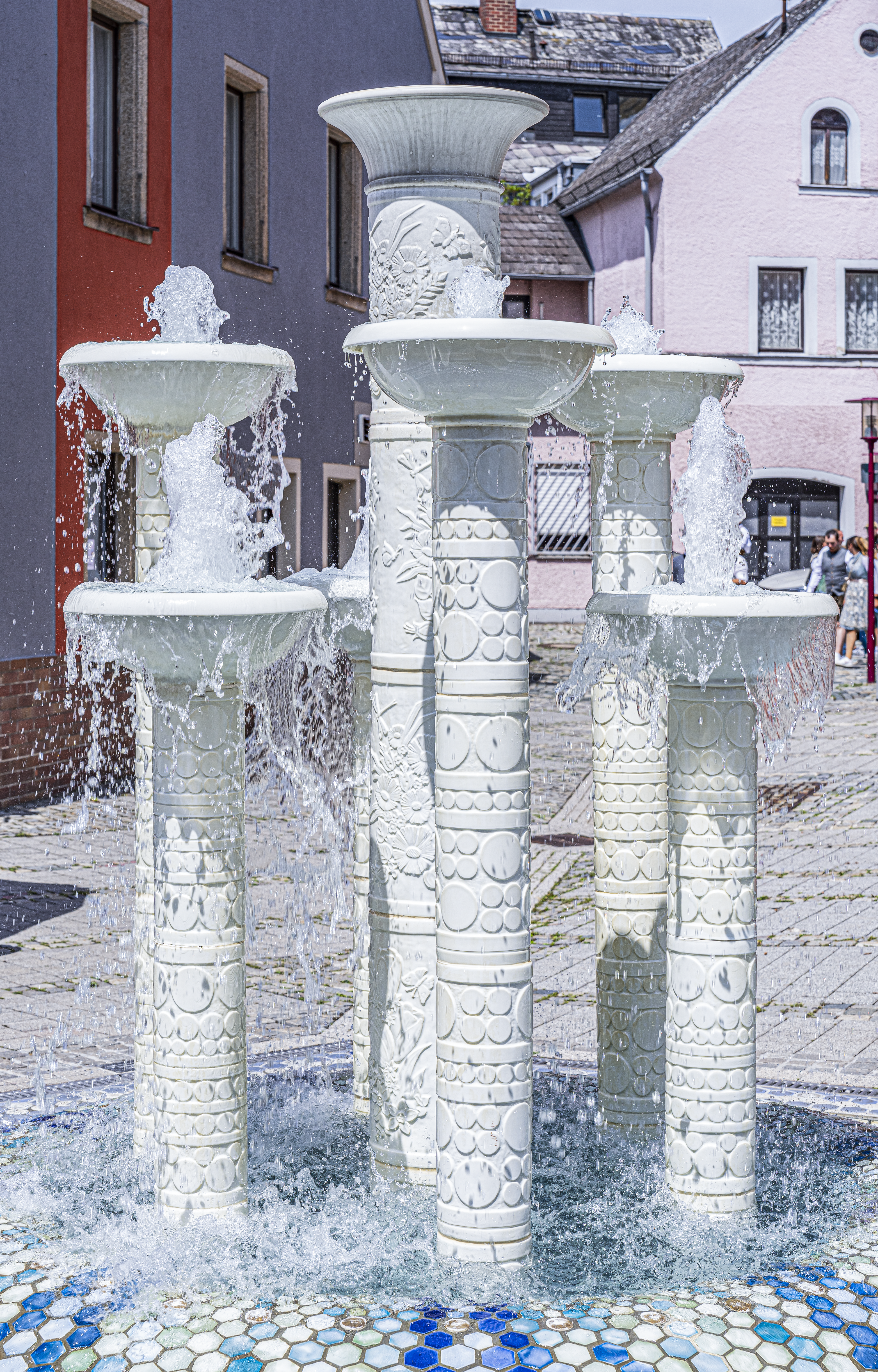
Porzellanbrunnen in der Fußgängerzone von Selb

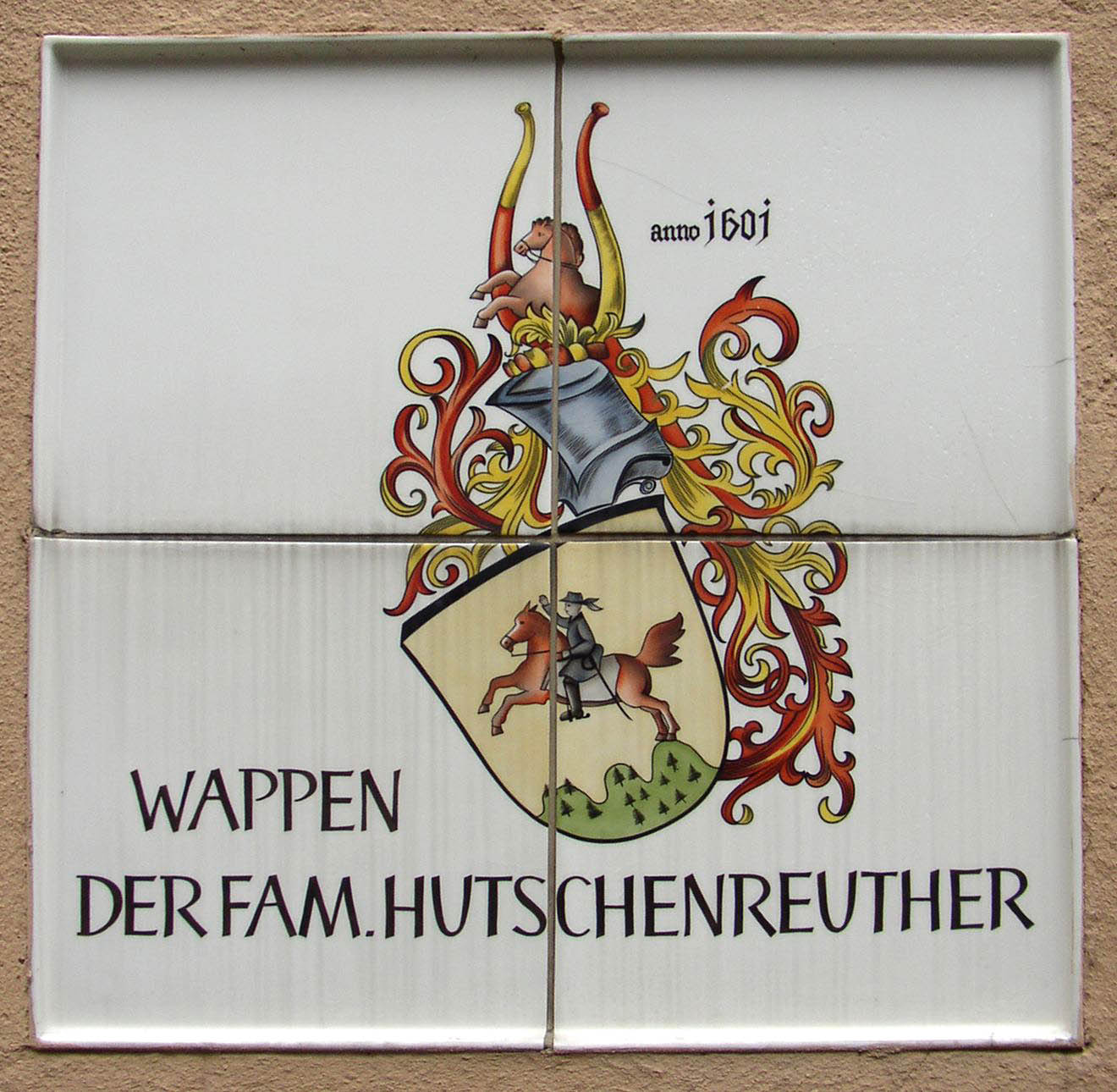
Hutschenreuther-Wappen am Welzel-Haus

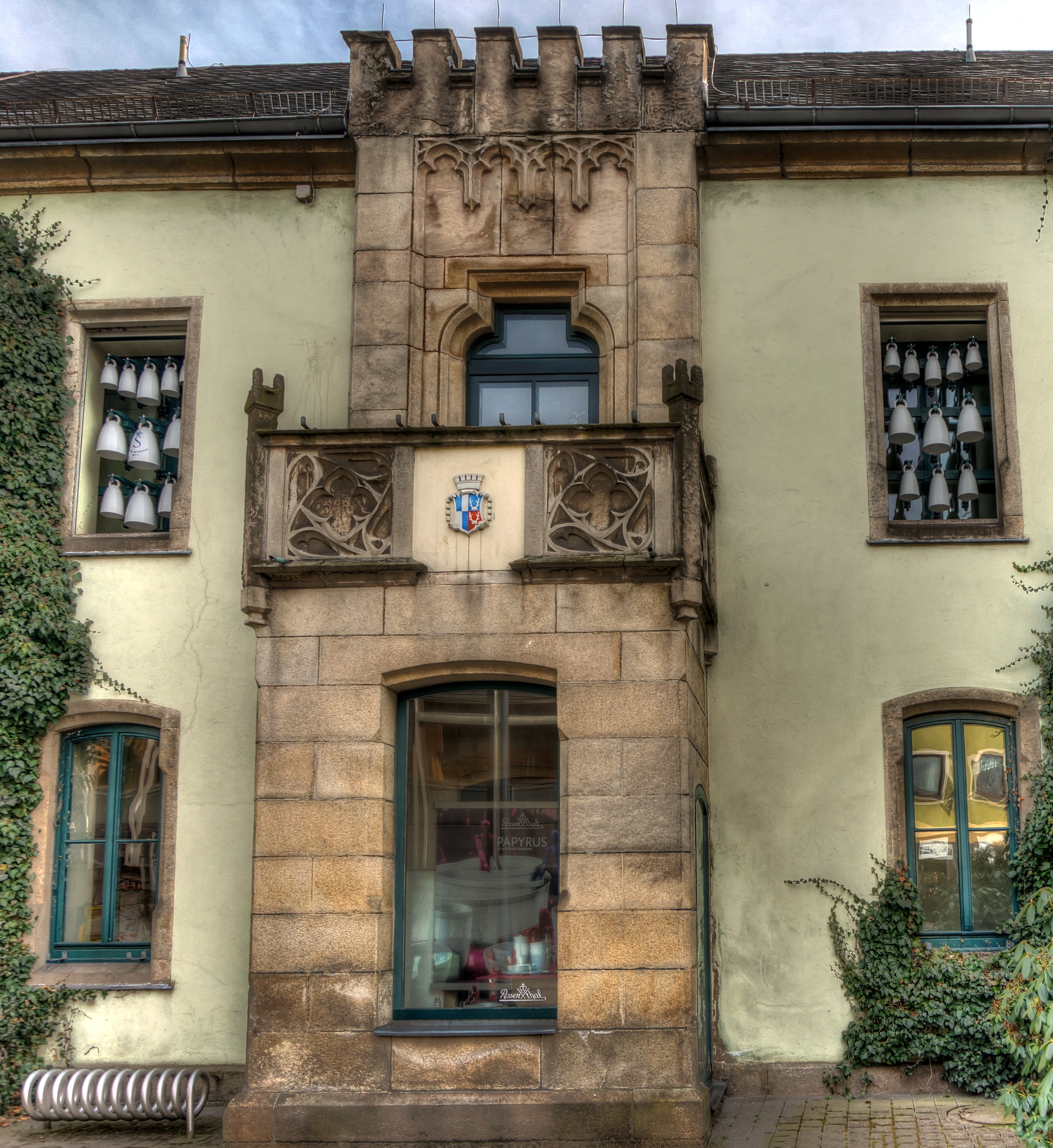
„Stereo“-Porzellanglockenspiel am Rathaus

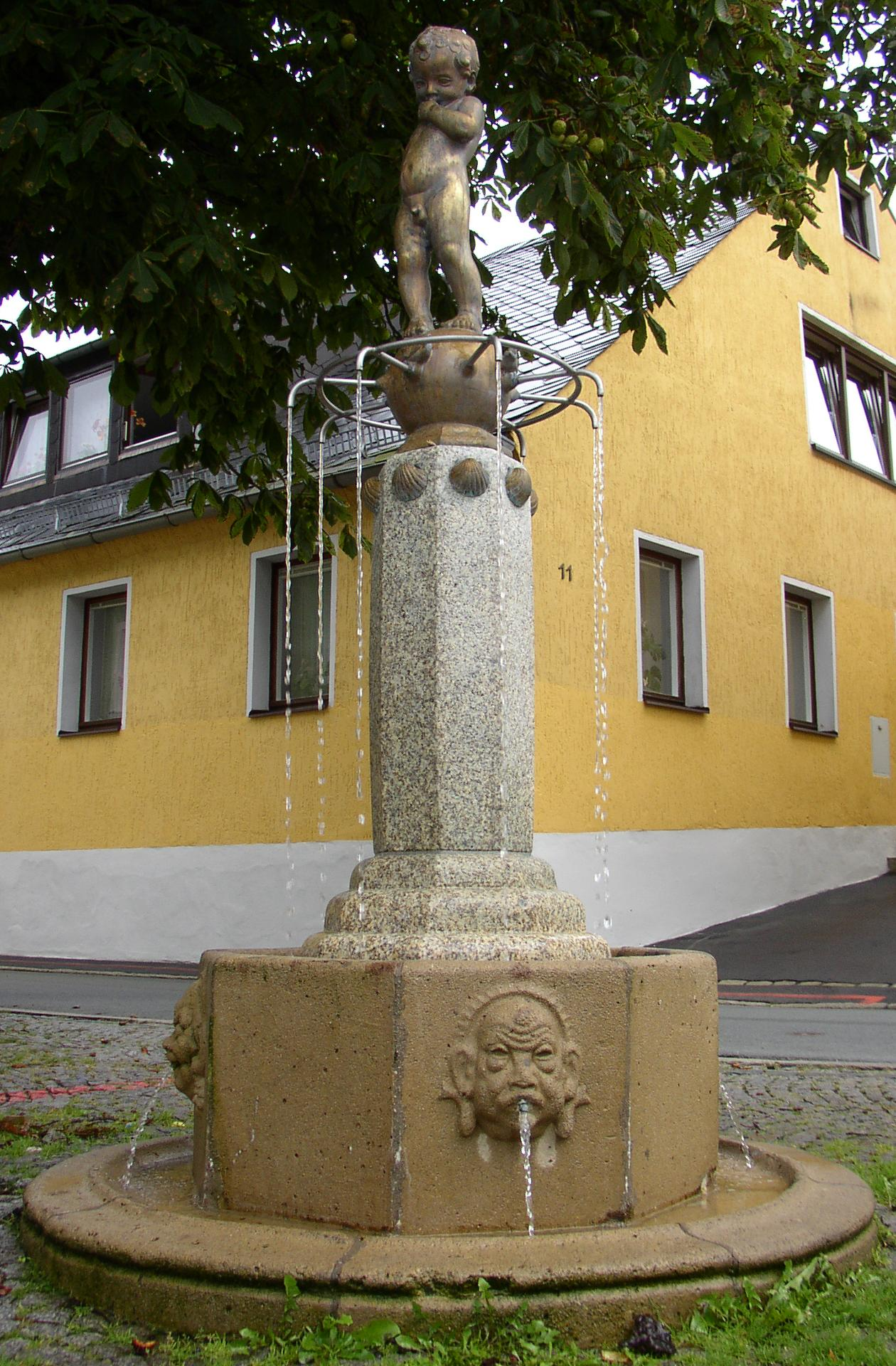
Buberlbrunnen

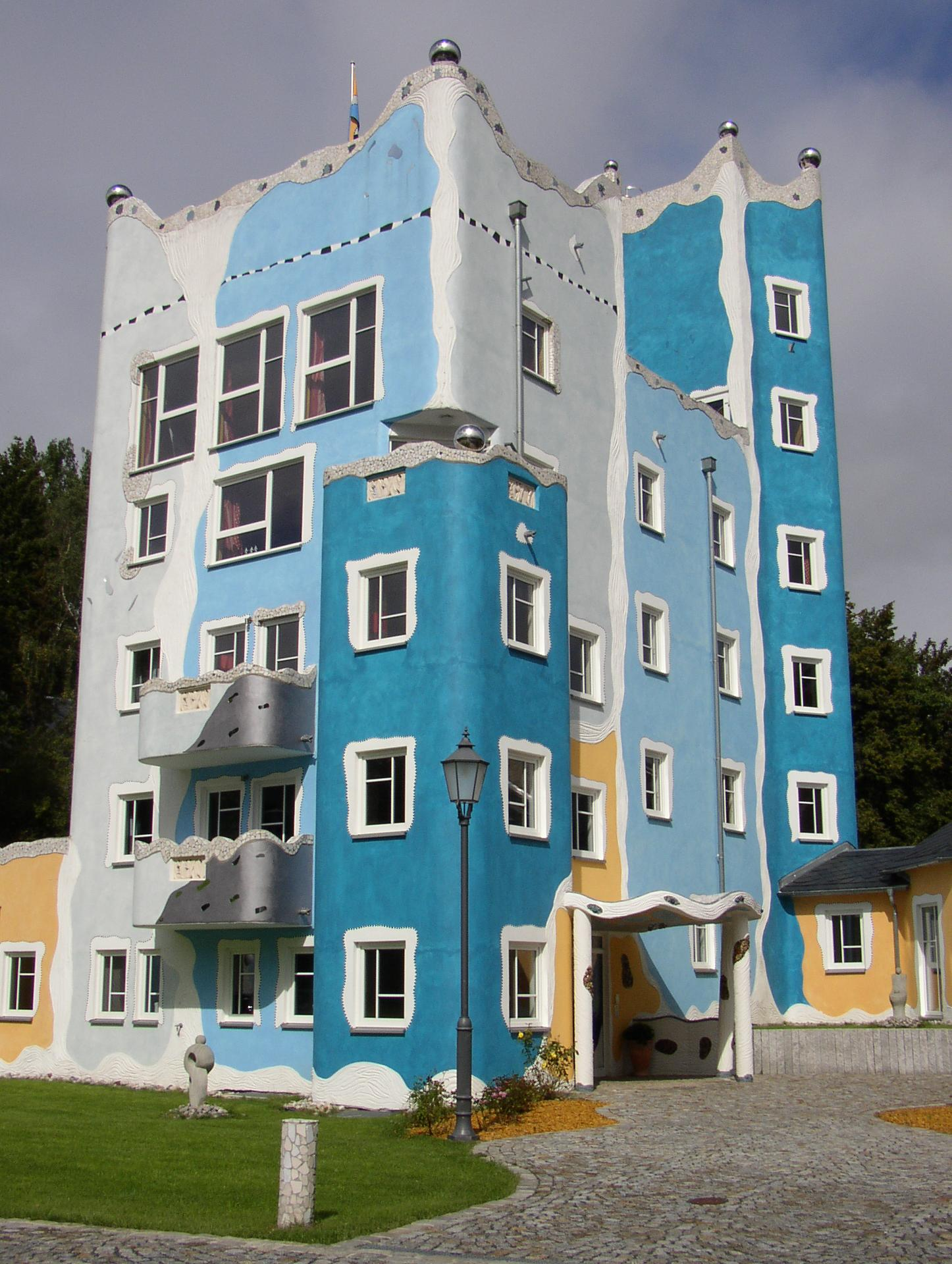
Büroturm im Hundertwasser-Stil

#### Porzellanbrunnen auf dem Martin-Luther-Platz
Im Jahr 2003 von der Porzellanmanufaktur Barbara Flügel neu gestalteter Porzellanbrunnen, in Blau- und Türkistönen mit Weiß und Gold. Über 45.000 Porzellanplättchen wurden dazu verarbeitet.

#### Stadtkirche St. Andreas
Die Stadtkirche St. Andreas wurde nach dem Selber Brand 1856 an dem Standort der alten Stadtkirche, nicht jedoch auf deren Fundament errichtet. Bemerkenswert an der Kirche, die im neugotischen Stil erbaut wurde, sind unter anderem die Orgel mit ihren insgesamt 2711 Orgelpfeifen, von denen 554 noch Originalpfeifen aus der Werkstatt von Heinrich Keller sind, und die barocken Vortragekreuze aus dem 18. Jahrhundert.

#### Porzellangässchen
Ein einmaliges Wahrzeichen der Stadt ist das Porzellangässchen: 55.000 farbige Porzellanfliesen wurden als Mosaik aneinandergefügt. Der Werbespruch lautet: „Hier geht man wahrhaftig auf einem teuren Pflaster.“

#### Lebensbrunnen auf dem Gerberplatz
Der von dem Selber Bildhauer Wolfgang Stefan geschaffene Lebensbrunnen auf dem Gerberplatz symbolisiert den Kreislauf des Lebens, indem er die Entwicklung des Menschen vom Kind zum Greis plastisch darstellt.

#### Stadtgeschichte auf Porzellan am Welzel-Haus
Eines der größten Kunstwerke aus Porzellan in Selb ist die Stadtgeschichte auf Porzellan am Welzel-Haus. Die 1988 zum 125-jährigen Betriebsjubiläum von der Hutschenreuther AG gestiftete Porzellanwand zeigt die bedeutenden Stationen der Selber Stadtgeschichte, angefangen mit der ersten urkundlichen Erwähnung der Stadt 1281. Nach dem Selber Brand 1856 begann der Wiederaufbau bis zum Bau der ersten Porzellanfabrik 1857 durch Lorenz Hutschenreuther. Auch die Wappen der Adelshäuser, unter deren Herrschaft sich Selb im Laufe seiner Entwicklung befand, sind auf der Porzellanwand zu sehen, ebenso das Selber Stadtwappen.

#### Glockenspiel und Stadtwappen aus Porzellan
Das Porzellanglockenspiel aus Meißner Porzellan am Selber Rathaus besteht aus 22 Glocken und wurde 1994 von der Staatlichen Fachschule für Keramik gestaltet. Der Jahreszeit angepasst, erklingen verschiedene Melodien um 11 Uhr, 13 Uhr, 15 Uhr und 17 Uhr aufgrund der beidseitigen Schallquellen neben dem Rathausbalkon mit „Stereoeffekt“.

#### Buberlbrunnen
Neben dem allgegenwärtigen Porzellan ist er das Wahrzeichen der Stadt Selb. Er besteht schon seit 1921, einer Zeit, als noch niemand daran dachte, die Industriestadt Selb mit Kunstwerken auszustatten.

#### Fabrikfassaden der Rosenthal AG
Gestaltet von Otto Piene, Friedensreich Hundertwasser und Marcello Morandini in der Wittelsbacherstraße, von Walter Gropius ist das Werk Rothbühl.

#### Porzellanbrunnen bei der Sparkasse
Der Brunnen wurde von Hans Achtziger und Erich Höfer entworfen.

#### Gottesackerkirche zur heiligen Dreifaltigkeit
Erbaut 1612.

#### Heilig-Geist-Kirche
Die Kirche wurde in den Jahren 1959/1961 errichtet. Der Architekt war Heinz Mekler aus Weiden, die Glasfenster wurden von Frau Isolde Maria Joham gestaltet.

#### Pechhütte
Kleiner profaner Fachwerkbau, in dem das Pechsiederhandwerk ausgeführt wurde (von etwa 1583).

#### Schloss Erkersreuth
1748 im Stile des Rokokos von Johann Christian August von Lindensfels erbaut.

### Einheits-Linde und Baumdenkmal für die Deutsche Einheit
Die Einheits-Linde bei der Musikschule wurde am 3. Oktober 1990 gepflanzt. Daneben steht ein Granitpfahl mit Hinweis auf weltweite demokratische Entwicklungen 1989/90.
Das Baumdenkmal für die Deutsche Einheit in der Pfaffenleithe wurde anlässlich des 25. Jahrestages der deutschen Wiedervereinigung gepflanzt.

### Freizeit und Sport
Die Stadt liegt am Fuße des Fichtelgebirges und bietet viele Möglichkeiten der Freizeitbeschäftigung, wie etwa das Skifahren im Winter auf dem Wartberg oder dem Kornberg oder der Besuch des Waldbades „Langer Teich“ im Sommer.
In der Stadt gibt es die Netzsch-Arena, das Rosenthal-Theater, das kommunale Kino, namens SPEKTRUM Selb, sowie das Hallenbad. Der bekannteste Selber Sportverein ist der Eishockey-Club VER Selb.
Neben den Selber Eishockeyspielern haben auch die Handballer der TS 1887 Selb, mit der gewonnenen bayerischen Meisterschaft 1985 und dem damit verbundenen Aufstieg in die drittklassige Regionalliga Süd außerordentliche Erfolge erzielt. Aktuell spielen die Selber Handballer als Spielgemeinschaft HSV Hochfranken in der fünftklassigen Handball-Landesliga Bayern.
Der Park der Erinnerung ist eine Grünfläche im historischen Stadtzentrum mit Exponaten aus der Zeit des Kalten Krieges sowie der Deutschen Wiedervereinigung.

### Regelmäßige Veranstaltungen

#### Selber Kunstnacht
Die Kunstnacht findet seit 2001 jährlich im März statt. Zahlreiche Unternehmen, Organisationen und Einrichtungen aus Selb präsentieren, über das ganze Stadtgebiet verteilt, Kunst, Kultur und kulinarische Genüsse.

#### Internationale Grenzland-Filmtage
Das Internationale Filmfestival, das jedes Jahr in der Woche nach Ostern stattfindet, wurde 1977 in Wunsiedel gegründet; seit 1981 ist der Spielort das Kino-Center in Selb. Es gehört zu den ältesten Filmfestivals Deutschlands und ist das älteste deutsche Filmfestival mit osteuropäischem Schwerpunkt.

#### Bürgerfest
Das Bürgerfest findet immer am ersten Samstag im Juni statt. Selber Vereine und Vereinigungen präsentieren sich dabei im gesamten Innenstadtbereich. Außerdem findet ein Flohmarkt statt.

#### Meilerfest
Jedes Jahr in der Fronleichnamswoche findet auf der Häusellohe das Meilerfest statt.

#### Heimat- und Wiesenfest
Das Selber Heimat- und Wiesenfest findet jedes Jahr am zweiten Juli-Wochenende auf dem Goldberg statt. Die Ursprünge dieses Heimat- und Kinderfestes gehen ins Jahr 1807 zurück.

#### Wochen des Weißen Goldes
Juli/August

#### Fest der Porzelliner
Seit 1989 wird das Porzellinerfest mit Europas größtem Porzellanflohmarkt jährlich am ersten Samstag im August gefeiert.

#### Festival-Mediaval
Seit 2008 findet jährlich im September Europas größtes Mittelalter-Festival in Selb statt.

## Wirtschaft und Infrastruktur
Selb ist das Zentrum der Porzellanindustrie in Deutschland, die dort aufgrund kleiner und um 1900 schon erschöpfter Kaolinvorkommen ab 1856 entstanden ist. Die Unternehmen Hutschenreuther, Rosenthal und BHS Tabletop stellen fast die Hälfte der deutschen Produktion her. In der Stadt befinden sich Betriebe des Maschinen- und Anlagenbaus, der technischen Keramik, der Elektrotechnik sowie der Kunststoffverarbeitung.

### Verkehr

#### Bahn
Selb liegt an der Bahnstrecke von Hof ins tschechische Eger. Der Bahnhof liegt im Ortsteil Plößberg, etwas ab vom Zentrum. Von der Station Selb-Plößberg führt eine weitere Bahnstrecke zum Stadtzentrum. Diese Bahnstrecke stellte früher weiter über Thiersheim und Holenbrunn bei Wunsiedel die Verbindung zum Bahnknoten Marktredwitz her. In Selb gab es ein weitläufiges Netz von Gütergleisen, das die ortsansässige Porzellanindustrie ans Schienennetz anband.

#### Straße
Selb liegt an der Bundesautobahn 93, die auf den Nordteil der Bayerischen Ostmarkstraße zurückgeht.

### Ansässige Unternehmen
- ACTIVA-Grillküche GmbH
- HM Heiße Metallwaren GmbH
- Rosenthal GmbH mit Hutschenreuther (Porzellan)
- BHS tabletop AG (Porzellan)
- Linseis Messgeräte GmbH (Gerätebau, Messdatenerfassung)
- Vishay Electronic GmbH (Technologie) im Stadtteil Erkersreuth
- Netzsch-Gruppe (Maschinenbau, Apparate- und Gerätebau)
- Rapa – Rausch & Pausch GmbH (Automobilzulieferer)
- TRW Automotive Inc. (Automobilzulieferer)
- Kyocera  Fineceramics Precision GmbH (Keramik)[22]
- Playmobil (Kunststoff)[23]
- Textilveredlung Drechsel (Beschichtung und Färberei)
- andré Andres GmbH (Werbung)
- Bohemia Cristal Handelsg.mbH (Glas / Porzellan)
- Andritz Separation GmbH (Filtrationstechnik)
- Grießhammer Werkzeug- und Formenbau (Metallverarbeitung)
- Dressel GmbH (Kunststoff-Verarbeitung)
- BKW Kunststoff GmbH
- Energieversorgung Selb-Marktredwitz GmbH (Energieversorger)
- ML-INFRASYSTEME GmbH (Spezialdienstleister Straßen- und Flughafenbau)
- Kirschneck GmbH Folienfabrik (Folienhersteller)
- SI-KA-TEC GmbH engineering coating (Silikonbeschichter technischer Textilien)
- BVS Busverkehr Selb
- Schalax Logistik GmbH

### Bildung

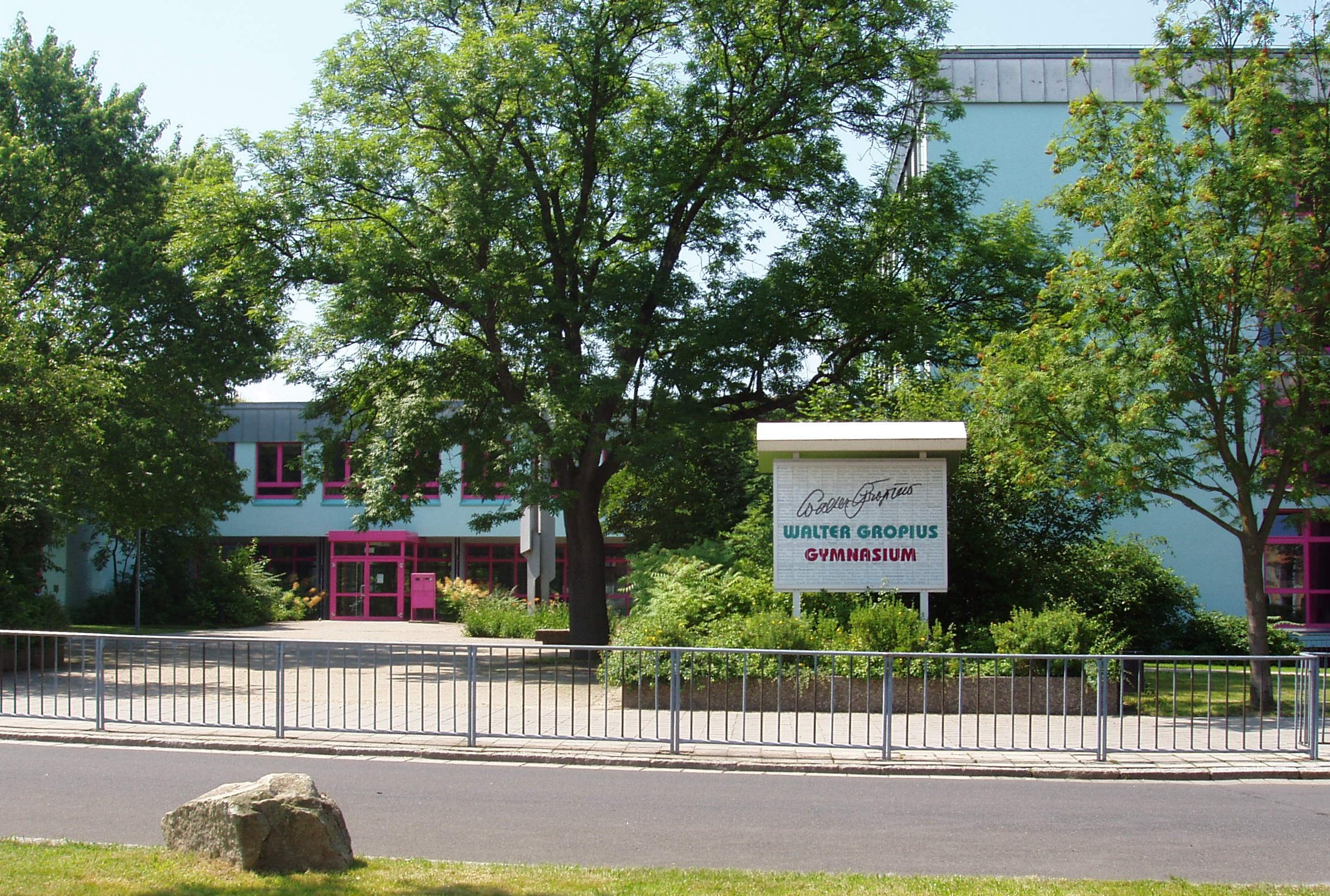
Walter-Gropius-Gymnasium

- Volksschule Selb I + II, Hauptschule und Grundschule
- Volksschule Selb III (Luitpoldschule)
- Volksschule Erkersreuth Grundschule
- Staatliche Realschule Selb
- Staatliches Walter-Gropius-Gymnasium Selb
- Private Schule zur Lernförderung Selb
- Staatliches Berufliches Schulzentrum für Produktdesign und Prüftechnik Selb
  - Staatliche Fachschule für Produktdesign
  - Staatliche Berufsfachschule für Produktdesign
  - Staatliche Fachschule für Werkstoff- und Prüftechnik
  - Staatliche Berufsschule Selb
- Hochschule für Angewandte Wissenschaften Hof, Außenstelle Selb
- Berufliches Fortbildungszentrum Hof (bfz GmbH)
- Berufsfachschule für Krankenpflegehilfe
- Lehrbauhof der Handwerkskammer
- Musikschule Selb
- Volkshochschule Selb
- Stadtbücherei Selb

### Station des Erdbebendiensts Bayern
Im Ortsteil Vielitz wurde während eines Erdbebenschwarms in den Jahren 1985/86 eine der ältesten Stationen des Erdbebendiensts Bayern im Nordosten des Freistaats errichtet, sie hat seitdem viele wichtige Daten für wissenschaftliche Untersuchungen geliefert. Die Station ist in einem ehemaligen Wasserhochbehälter oberhalb der Stadt Selb nahe der tschechischen Grenze untergebracht.
Stationsdaten im Einzelnen:
- Höhe: 670 m ü. NHN
- Geografische Lage: 12,103 Grad östlicher Länge und 50,186 Grad nördlicher Breite
- Seismometer: Lennartz Le3D-1 Hz 3 Komponenten
- Digitalisierer: Lennartz M24 (Abtastrate 200 Hz)

Als Ersatz für die in den letzten Jahren zunehmend gestörte Station Vielitz konnte mit Hilfe des lokalen Energieversorgers eine ruhige Station im Ortsteil Längenau in einem Wasserbehälter installiert werden.
- Höhe: 675 m ü NHN
- Geografische Lage: Longitude 12.186°; Latitude 50.183°
- Seismometer: Lennartz Le3D-1Hz 3 Komponenten
- Digitalisierer: Lennartz M24 (Abtastrate 200 Hz)

### Öffentliche Einrichtungen
- Selb ist Standort einer Bundespolizeiinspektion, die von Ende 2012 bis Sommer 2014 einen Neubau erhielt.[25]
- Die vormalige Polizeiinspektion der Bayerischen Polizei wurde zur Wache herabgestuft und gehört zur Polizeiinspektion Marktredwitz.[26]
- Grenzpolizeiinspektion (GPI) Selb der Bayerischen Polizei, zuvor Polizeiinspektion Fahndung (PIF)[27]
- Klinikum Fichtelgebirge, Standort Selb[28]
- Freiwillige Feuerwehr Selb mit zehn Fahrzeugen und einem Anhänger[29]

## Persönlichkeiten

### Ehrenbürger
- Lorenz Hutschenreuther (1817–1886), am 25. Dezember 1885
- Viktor Hutschenreuther, am 10. Oktober 1900
- Wilhelm Baumann, am 12. Juli 1907
- Philipp Rosenthal (1855–1937), am 15. Februar 1918
- Christian Povenz, am 9. Februar 1927
- Franz Bogner (1875–1956), am 1. Januar 1946
- Carl Wilhelm Netzsch
- Philip Rosenthal M. A. (1916–2001), am 4. Juli 1989
- Roland Dorschner
- Jürgen Warnke (1932–2013), Bundesminister a. D.

### Söhne und Töchter der Stadt
- Johann Christoph Sticht (um 1705–1772), Pädagoge, Orientalist und evangelischer Theologe
- Johann Sigismund Kripner (1710–1750), Theologe, Orientalist und Hochschullehrer an der Universität Erlangen
- Lorenz Johann Jakob Lang (1731–1801), lutherischer Theologe, Dichter, Gymnasialprofessor und Bibliothekar
- Alfred von Waldenfels (1845–1910), Verwaltungsjurist
- Julius Sponsel (1887–1970), Reichsgerichtsrat
- Friedrich Abert (1888–1963), Landrat
- Adolf Reul (1891–1980), Unternehmer
- Georg Riedel (1900–1980), Politiker (CSU, FDP), Abgeordneter im Bayerischen Landtag
- Friedrich Seifert (1901–nach 1960), Jurist
- Christian Höfer (1922–1988), Politiker (SPD), Oberbürgermeister von Selb
- Horst Poller (1926–2018), Verleger, Publizist und Politiker (CDU)
- Helmut Drexler (1927–2016), Porzellanmaler und -designer
- Horst Meyer-Selb (1933–2004), Musiker, Pianist, Komponist und Musikpädagoge
- Wolfgang Schwarz (1934–2013), Mathematiker und Hochschullehrer
- Herbert Güthlein (1935–2018), Politiker (SPD), Abgeordneter im Bayerischen Landtag
- Werner Popp (1935–2007), Wirtschaftsstatistiker und Hochschullehrer (ordentlicher Professor für Statistik in Mannheim und für Operations Research in Bern)
- Helmut Baumgärtel (* 1936), Chemiker
- Adolf Mötsch (1936–2022), Maler
- Dorothea Kolland (* 1947), Musikwissenschaftlerin
- Dieter Rossmeissl (* 1948), Kultur- und Bildungspolitiker
- Jürgen G. Heinrich (* 1949), Keramik-Ingenieur
- Richard Rogler (1949–2024), Kabarettist
- Gerhard Schmid (* 1952), Unternehmer und Gründer von mobilcom
- Siegfried Hausner (1952–1975), Mitglied der RAF
- Kalle Schwensen (* 1953), Hamburger Rotlichtgröße und Unternehmer
- Klaus Hager (* 1955), Gerontologe und Geriater
- Peter Schiller (1957–2020), Eishockeyspieler
- Monika Wohlrab-Sahr (* 1957), Kultursoziologin
- Lydia Hohenberger (1959–2011), Politikerin (AL), Mitglied des Abgeordnetenhauses Berlin
- Harald Standl (1959–2015), Geograf
- Manfred Ahne (* 1961), Eishockeyspieler
- Anja Tuckermann (* 1961), Autorin und Journalistin
- Stephan Köppel (* 1963), Architekt
- Jörg Hanft (* 1964), Eishockeyspieler
- Frank Bayreuther (* 1967), Rechtswissenschaftler
- Anton Plattner (* 1967), Eishockeyspieler
- Udo Döhler (* 1968), Eishockeyspieler
- Andreas Strobel (* 1972), Skibergsteiger und Radsportler
- Beate Tröger (* 1973), Literaturkritikerin, Moderatorin und Jurorin
- Amy Zapf (* 1974), Blues- und Jazzmusikerin
- Jay Sirtl (* 1978), Schauspieler
- Kilian Glück (* 1984), Eishockeyspieler
- Florian Ondruschka (* 1987), Eishockeyspieler
- Michael Ammon (* 1988), Koch
- Sebastian Bösel (* 1994), Fußballspieler
- Nicole Munzert (* 1994), Fußballspielerin

### Personen, die in Selb wirken oder gewirkt haben
- Johann Schnabel (unbekannt–1546), evangelischer Theologe und Reformator
- Ewald Jarmer (* 1942), Amateurboxer
- Frank Hördler (* 1985), Eishockeyspieler